# Локня (Курская область)
Локня — вымерший посёлок в Суджанском районе Курской области. Входит в состав Свердликовского сельсовета.

## География
Посёлок находится на реке Малая Локня (приток реки Локня в бассейне Суджи), в 7 км от российско-украинской границы, в 86 км к юго-западу от Курска, в 11,5 км к северо-западу от районного центра — города Суджа, в 6,5 км от центра сельсовета  — Свердликово.
Климат
Локня, как и весь район, расположена в поясе умеренно континентального климата с тёплым летом и относительно тёплой зимой (Dfb в классификации Кёппена).

## Население
| 2002 | 2010 |
| ---- | ---- |
| 3    | ↘0   |

## Транспорт
Локня находится в 4,5 км от автодороги регионального значения 38К-030 (Рыльск — Коренево — Суджа), в 4 км от автодороги 38К-024 (Льгов — Суджа), в 5,5 км от автодороги межмуниципального значения 38Н-568 (38К-030 — Дарьино), в 11 км от автодороги 38Н-743 (Дарьино — Николаево-Дарьино), в 2,5 км от автодороги 38Н-565 (38К-030 — Лебедевка), в 7 км от ближайшей ж/д станции Локинская (линия Льгов I — Подкосылев).
В 121 км от аэропорта имени В. Г. Шухова (недалеко от Белгорода).